# Luperosaurus yasumai
Luperosaurus yasumai är en ödleart som beskrevs av  Hidetoshi Ota SENGOKU och HIKIDA 1996. Luperosaurus yasumai ingår i släktet Luperosaurus och familjen geckoödlor. Inga underarter finns listade i Catalogue of Life.